# Decipimur specie recti
Decipimur specie recti:  una locuzione in lingua latina del poeta Orazio (Ars poetica, 25).
Il suo significato letterale è: "Siamo ingannati dall'apparenza del bene" mentre, in senso traslato, si potrebbe intendere con: "I lupi si travestono da agnelli".
Abbastanza spesso, nella morale della locuzione, cadiamo nell'inganno di chi si presenta - sotto mentite spoglie - come una persona perbene o, addirittura, come qualcuno che può sembrare buono e gentile mentre è di animo cattivo, quasi a nascondere dietro il sorriso ed i modi garbati tutta la malvagità del suo animo.
Questa figura - abbastanza retorica - ha affascinato in tempi moderni anche due conosciuti musicisti quali Warren Zevon e Bob Dylan: il primo dedicò ad essa una delle sue più note canzoni, The Envoy (L'inviato, dove l'inviato nei luoghi di guerra o, comunque, nelle zone calde del mondo, viene visto più come un lupo che come un agnello); il secondo - senza mezzi termini - assunse nella canzone Man of Peace (Uomo di pace) che, spesso, Satana si può presentare sotto le spoglie di un uomo di pace (ancora una volta, il lupo che si fa agnello).